# Otto Brandt (Maler)
Otto Brandt (* 5. März 1828 in Berlin; † 10. September 1892 in Olevano Romano, Italien) war ein deutscher Porträt-, Genre- und Historienmaler.

## Leben

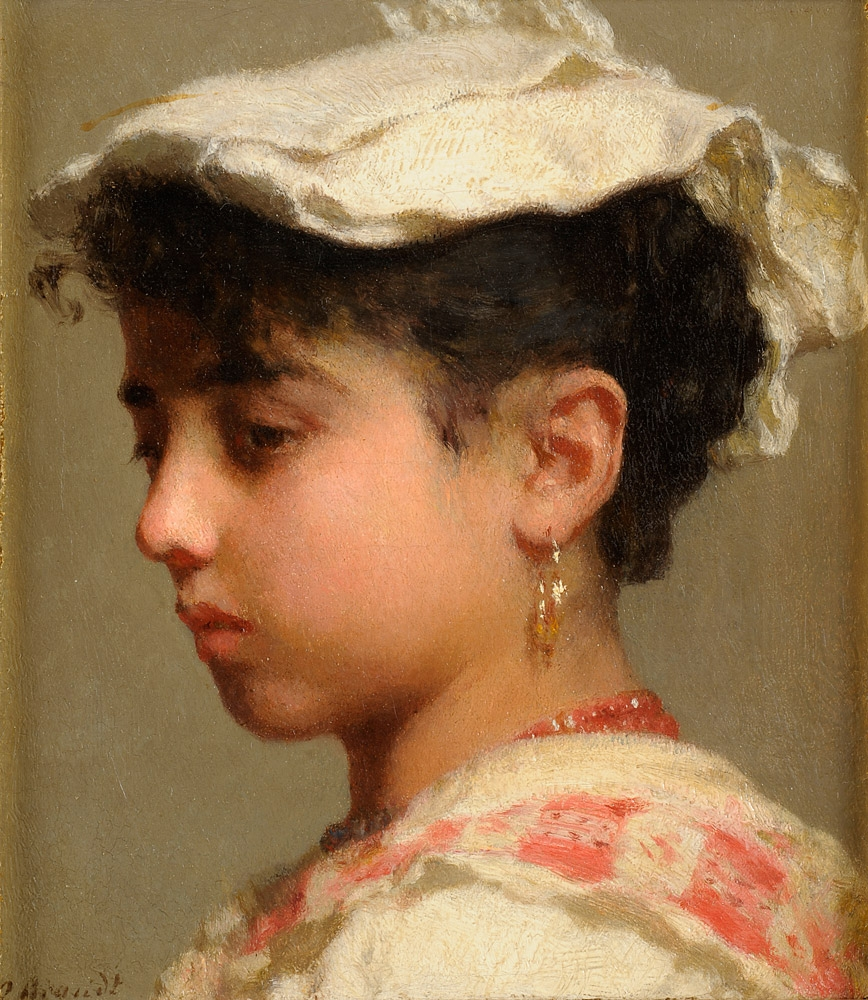
Kinderporträt

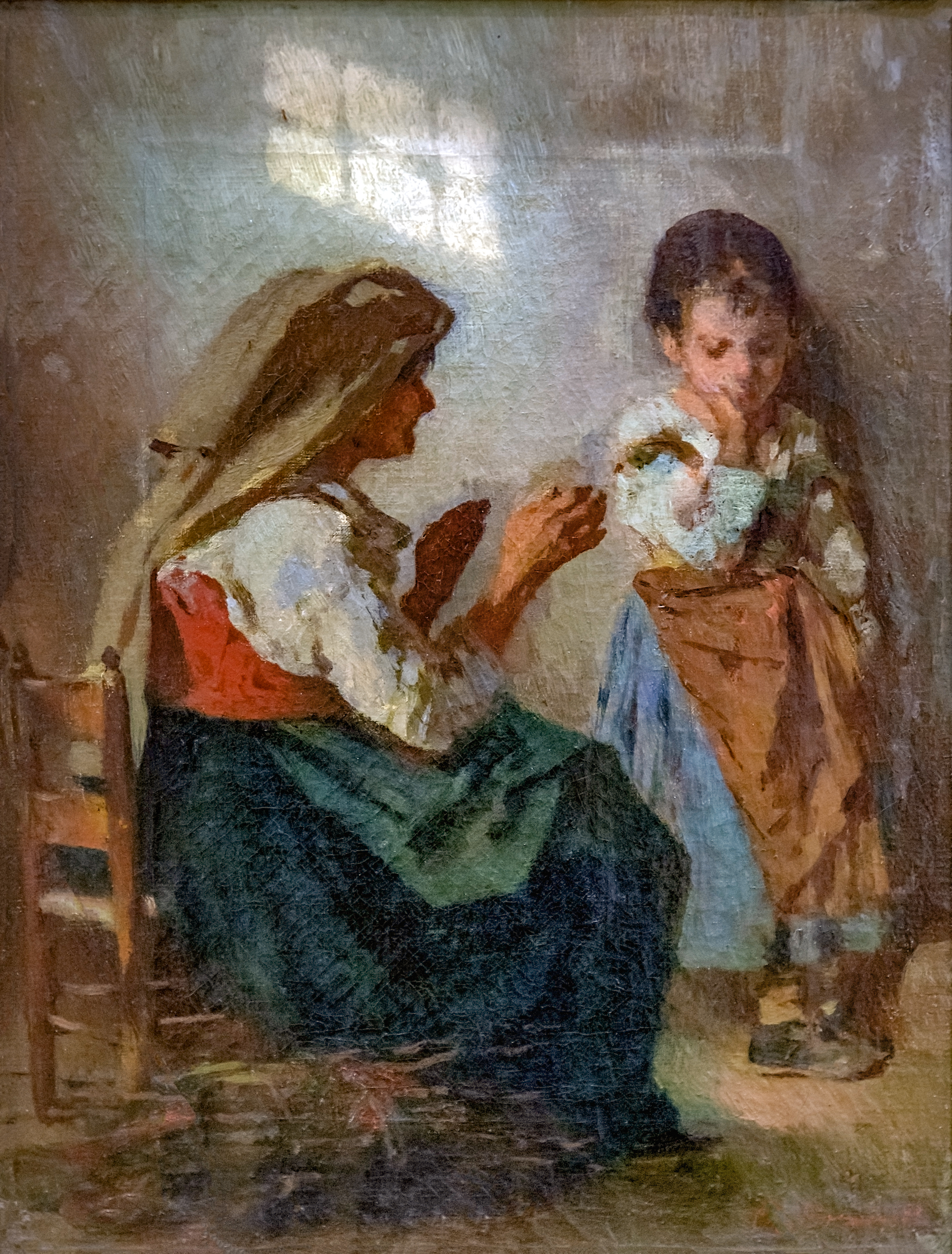
Bäuerin mit einem kleinen Mädchen – Musée des Beaux-Arts de Carcassonne

Noch während seines Studiums an der Königlich Preußischen Akademie der Künste in Berlin, das von 1843 bis 1851 dauerte, nahm Brandt 1850 an ersten Ausstellungen in Berlin und Königsberg teil. Dem ging wohl eine Reise in die Schweiz voraus. Von 1850 bis 1852 war er als Illustrator in Berlin tätig. Von 1850 bis 1856 nahm er an den Berliner Akademie-Ausstellungen teil, um 1853 war er in Paris, wo er im Atelier von Léon Cogniet studierte. Ab 1854 in Rom ansässig, war Brandt vor allem als Genre- und Landschaftsmaler tätig.

## Werke
- Le Buisson, Kopie nach Jacob Isaacksz. van Ruisdael, Verbleib unbekannt (Paris, AMN; Villot 1855, Nr. 472)
- Francesca da Rimini nach Dante, 1854, Verbleib unbekannt (vermutlich in Paris entstanden; BAA 1854, Nr. 890)
- Bäuerin mit einem kleinen Mädchen – Musée des Beaux-Arts -Carcassonne